# Штульн
Штульн (нім. Stulln) — громада в Німеччині, розташована в землі Баварія. Підпорядковується адміністративному округу Верхній Пфальц. Входить до складу району Швандорф. Складова частина об'єднання громад Шварценфельд.
Площа — 15,52 км2. Населення становить 1631 ос. (станом на 31 грудня 2020).

## Галерея

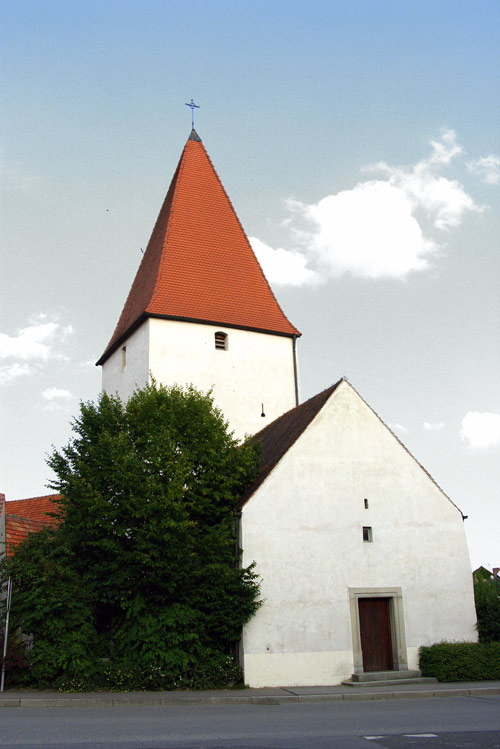